# Rotsee
De Rotsee is een 2,5 km lang en tot 250 meter breed meer zo'n kilometer ten noorden van het stadscentrum van de stad Luzern in het Zwitserse kanton Luzern. Het meertje, van oorsprong een gletsjermeer, heeft een oppervlakte van 0,48 km², een maximale diepte van 16 meter en ligt op een hoogte van 419 meter. Het meer zelf is een recreatiegebied, de oevers en het aangrenzende land zijn natuurgebied. De voedende en afwaterende rivier van de Rotsee is de Ron, die hogerop in het Rontal door Dierikon en Ebikon stroomt en bij Root in de Reuss stroomt, 2 km stroomafwaarts van waar deze vanuit het 10 meter hoger gelegen en veel grotere Vierwoudstrekenmeer afwatert en vervolgens door het stadscentrum van Luzern kronkelt.
Langs de noordelijke oevers van het meer ligt de spoorlijn Zug - Luzern.
Het meer is een gekende locatie voor roeiwedstrijden.  Het was in het verleden de locatie van de Rotsee Regatta, de Wereldbeker roeien en het Wereldkampioenschappen roeien, waaronder de edities van 1962, 1974, 1982 en 2001.